# Bisschoppenconferentie
Een bisschoppenconferentie is een instelling van de Rooms-Katholieke Kerk, waarin de bisschoppen van een land of een groep landen samen vergaderen voor zaken van gemeenschappelijk belang;
De bisschoppenconferenties zijn officieel ingesteld op het Tweede Vaticaans Concilie, maar informeel bestonden ze al langer.
Al heel lang voorzag de Katholieke Kerk de mogelijkheid om bisschoppen samen te roepen in een nationaal of regionaal concilie. Omdat het bijeenroepen van zo'n concilie onderworpen was aan strikte regels en toestemmingen, vaak ook van de wereldlijke overheid, begonnen de bisschoppen in de 19e eeuw niet-officiële vergaderingen te houden, waar niet-bindende afspraken werden gemaakt of gemeenschappelijke standpunten werden ingenomen. De Belgische bisschoppen deden dit al snel na de onafhankelijkheid in 1830, ook al omdat de Belgische grondwet inmenging van de regering in kerkelijke vergaderingen verbood.
In 1965 gaf het Tweede Vaticaans Concilie de bisschoppenconferentie een officieel karakter als een vorm van de door het concilie benadrukte  collegialiteit binnen de kerk.
Bisschoppenconferenties zijn bevoegd verklaringen inzake de kerkelijke leer af te leggen. Ze coördineren de pastorale werking van de verschillende bisdommen, zonder dat dit in de plaats komt van de afzonderlijke verantwoordelijkheid van iedere bisschop.
Meestal is er één bisschoppenconferentie per land. Landen met weinig katholieken hebben soms een gemeenschappelijke bisschoppenconferentie. Dat is bijvoorbeeld zo voor Scandinavië en Noord-Afrika. Daarnaast bestaan er internationale verenigingen van bisschoppenconferenties, meestal per werelddeel.  
In de oosterse takken van de Katholieke Kerk spelen patriarchale synodes een analoge rol.
In 1995 telde de Katholieke Kerk 104 nationale bisschoppenconferenties, negen internationale bisschoppenconferenties en negentien patriarchale synodes.